# Kanton Peyreleau
Peyreleau is een voormalig kanton van het Franse departement Aveyron. Het kanton maakte deel uit van het arrondissement Millau tot het op 22 maart 2015 werd opgeheven bij toepassing van het decreet van 21 februari 2014. De gemeenten werden opgenomen in het op die dag gevormde kanton Tarn et Causses.

## Gemeenten
Het kanton Peyreleau omvatte de volgende gemeenten:
- La Cresse
- Mostuéjouls
- Peyreleau (hoofdplaats)
- Rivière-sur-Tarn
- La Roque-Sainte-Marguerite
- Saint-André-de-Vézines
- Veyreau